# Daiana Chiclana
Daiana Beatriz Chiclana Escobar (12 de enero de 1998, Asunción, Paraguay) es una jugadora de fútbol profesional paraguayo-argentina.

## Trayectoria
- 2016: Club Atlético Villa San Carlos.[1]
- 2018: Club Atlético San Lorenzo de Almagro.[2]
- 2022: Club Universitario de Deportes.

## Torneos y premios ganados
- 2016: Campeonato de la Primera "B".[3]
- 2016: reconocimiento en los Premios Alumni como jugadora destacada de la Primera División "B".[4]